# Arrabalde
Arrabalde település Spanyolországban,  Zamora tartományban. Arrabalde Villaferrueña, Santibáñez de Vidriales, Villageriz, Alcubilla de Nogales és Alija del Infantado községekkel határos. Lakosainak száma 194 fő (2024).

## Népesség
A település lakosságának változását az alábbi diagram mutatja:
| Lakosok száma | 389  | 365  | 324  | 294  | 278  | 262  | 239  | 216  | 218  | 194  |
|               | 2001 | 2004 | 2007 | 2009 | 2012 | 2014 | 2017 | 2019 | 2022 | 2024 |